# Crorema moco
Crorema moco är en fjärilsart som beskrevs av Collenette 1953. Crorema moco ingår i släktet Crorema och familjen tofsspinnare. Inga underarter finns listade i Catalogue of Life.